# Ordem do Mérito Cultural

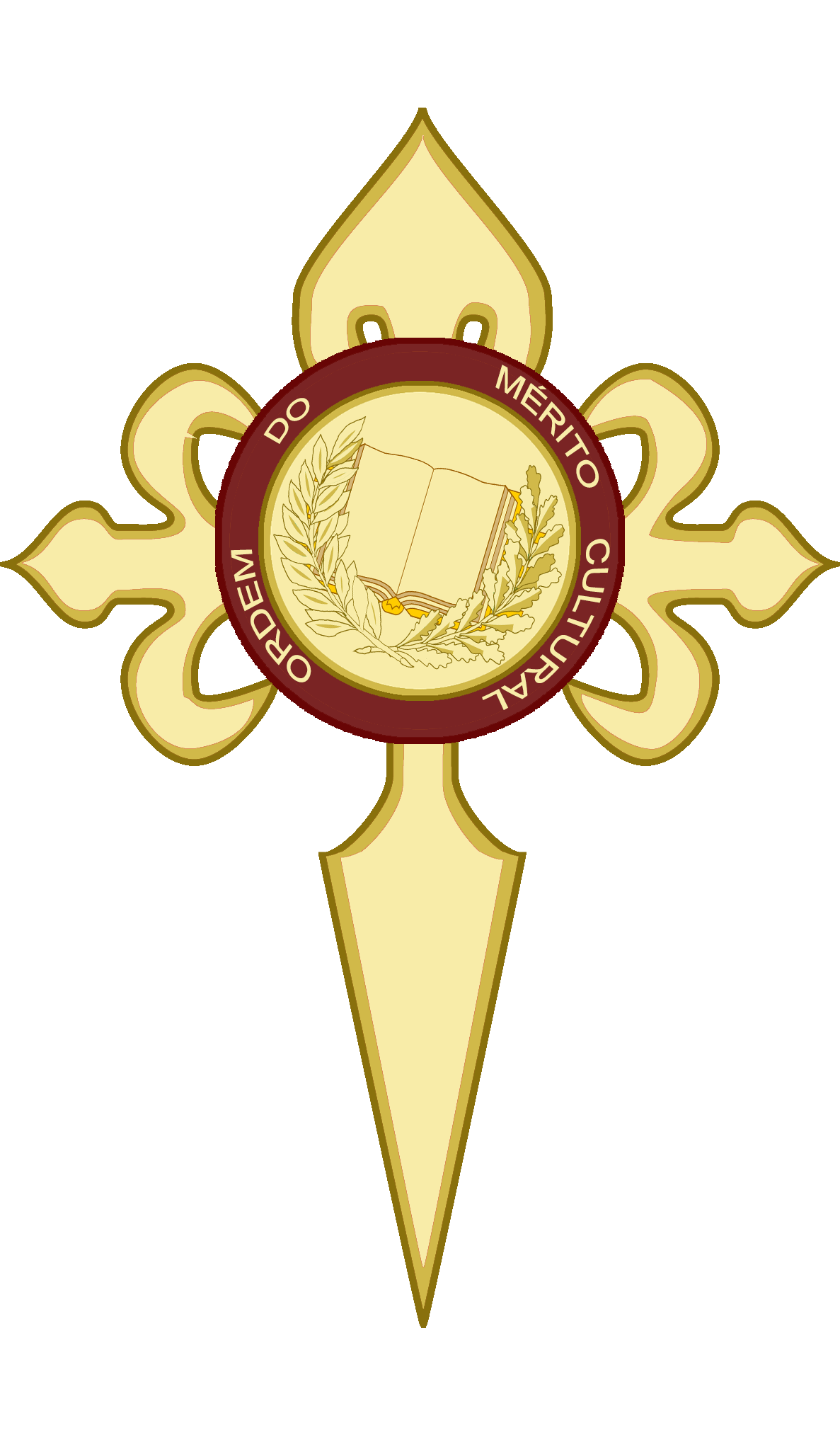
Ordem do Mérito Cultural.

L'Ordem do Mérito Cultural (litt. Ordre du mérite culturel, OMC) est un ordre honorifique décerné à des personnalités brésiliennes et étrangères en reconnaissance de leur contribution à la culture brésilienne.

## Histoire
Il est institué par l'article 34 de la loi no 8 313 du 23 décembre 1991 et par le décret no 1 711 du 22 novembre 1995 du président Fernando Henrique Cardoso. L'insigne est initialement décerné le 5 novembre de chaque année, à l'occasion de la Journée nationale de la culture. Il cesse d'être décerné pendant le gouvernement de Jair Bolsonaro en 2019, pour revenir pendant le gouvernement de Lula en 2025,.

## Insigne
Il s'agit d'une croix bordée d'or. Au centre se trouve un livre ouvert sculpté en or sur une couronne de laurier, entouré de la légende « Ordem do Mérito Cultural » en majuscules.
| Bandes    | Bandes     | Bandes      |
| --------- | ---------- | ----------- |
| Chevalier | Commandeur | Grand-Croix |